# Ілезське сільське поселення
Іле́зське сільське поселення (рос. Илезское сельское поселение) — сільське поселення у складі Тарногського району Вологодської області Росії.
Адміністративний центр — село Ілезський Погост.

## Населення
Населення сільського поселення становить 371 особа (2019; 697 у 2010, 1181 у 2002).

## Історія
Станом на 1999 рік існувала Ілезська сільська рада (19 населених пунктів). Станом на 2002 рік існувала Ілезська сільська рада (село Ілезський Погост, присілки Вязутінська, Гольчевська, Грибовська, Єліфановська, Єліфановська Виставка, Єрмаковська, Заріч'є, Івановська, Карчевська, Коротковська, Мічуровська, Огудалово, Окуловська, Степушино, Шевелевська, Якинська, селища Айга, Конторка). 2006 року сільрада була перетворена у сільське поселення.

## Склад
До складу сільського поселення входять:
| Населений пункт                 | Населення, осіб (2002) | Населення, осіб (2010) |
| ------------------------------- | ---------------------- | ---------------------- |
| Айга, селище                    | 304                    | 231                    |
| Вязутінська, присілок           | 5                      | 2                      |
| Гольчевська, присілок           | 27                     | 26                     |
| Грибовська, присілок            | 18                     | 14                     |
| Єліфановська, присілок          | 27                     | 13                     |
| Єліфановська Виставка, присілок | 8                      | 1                      |
| Єрмаковська, присілок           | 11                     | 2                      |
| Заріч'є, присілок               | 8                      | 4                      |
| Івановська, присілок            | 16                     | 3                      |
| Ілезський Погост, село          | 115                    | 101                    |
| Карчевська, присілок            | 20                     | 9                      |
| Конторка, селище                | 281                    | 113                    |
| Коротковська, присілок          | 30                     | 15                     |
| Мічуровська, присілок           | 35                     | 34                     |
| Огудалово, присілок             | 41                     | 18                     |
| Окуловська, присілок            | 92                     | 72                     |
| Степушино, присілок             | 6                      | 0                      |
| Шевельовська, присілок          | 125                    | 32                     |
| Якинська, присілок              | 12                     | 4                      |